# Joan Antoni Moreno
Joan Antoni Moreno (Pollença, 4 de abril de 2000) é um canoísta espanhol.

## Carreira
Conquistou três medalhas em Campeonatos Mundiais de Canoagem, em 2022 e 2023, e duas medalhas de ouro em Campeonatos Europeus de Canoagem, em 2021 e 2022. Além disso, estudou Fisioterapia na Universidade das Ilhas Baleares.
Nos Jogos Olímpicos de Verão de 2024, em Paris, conquistou a medalha de bronze na competição do C-2 500 m masculino, ao lado de Diego Domínguez.